# Manmaiju
Manmaiju es un pueblo ubicado en el distrito de Katmandú, provincia de Bagmati, Nepal.

## Superficie
Cuenta con una superficie de 3,044 kilómetros cuadrados.

## Demografía
Datos hasta 2015
- Población: 69 557 habitantes.[1]
- Densidad de población: 22,849 habitantes por kilómetro cuadrado.[1]
- Población masculina: 35 732 (51,4%).[1]
- Población femenina: 33 825 (48,6%).[1]